# سنجش اسلامپ بتن

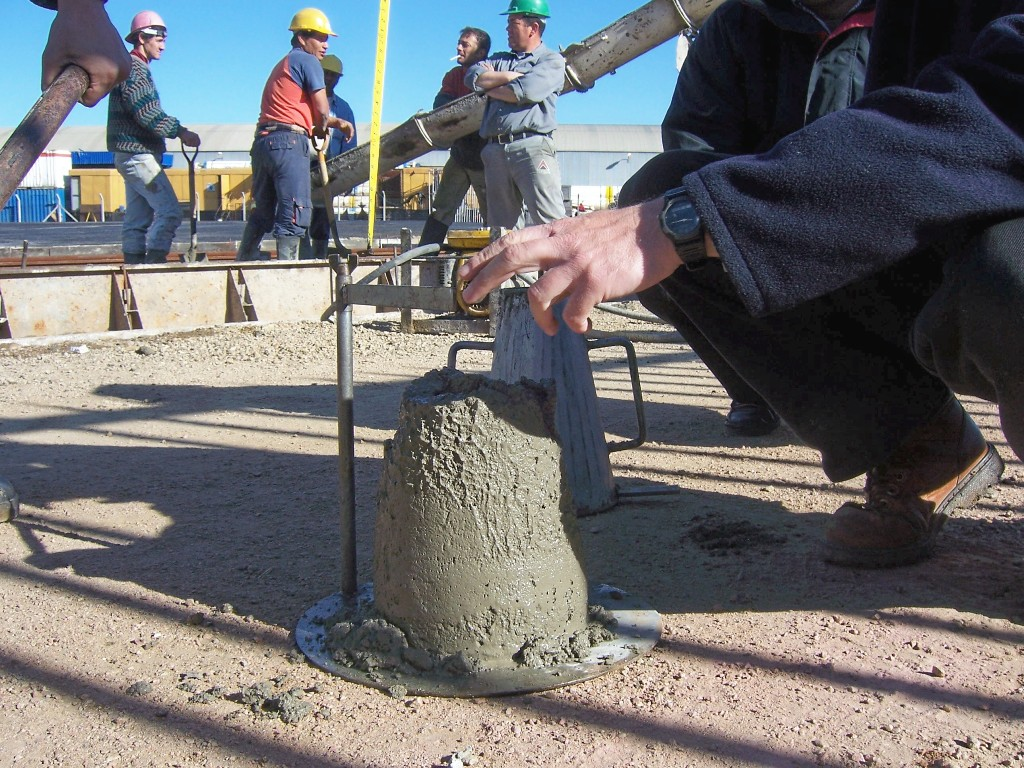
یک سنجش‌گر در حال سنجش اسلامپ بتن

سنجش اسلامپ بتن (به انگلیسی: Concrete slump test) آزمایشی است که در آن میزان کارایی و روانی (شل بودن یا سفت بودن آن) بتن تازه پیش از گیرش بتن تعیین می‌شود. این کار برای بررسی کارایی بتن تازه و در نتیجه روانی جریان بتن و سهولت ریخته شدن بتن وجا گرفتن آن در قالب انجام می‌شود. از این سنجش همچنین برای یافتن نشانه‌ای از وجود احتمالی بخشی از سیمان موجود در انبار با اختلاط نامتناسب استفاده می‌شود. به دلیل سادگی دستگاه‌های مورد استفاده و روال سادهٔ آن روشی محبوب است. از این آزمون برای اطمینان از یکنواختی بارهای مختلف بتن در شرایط ویژهٔ محلی نیز استفاده می‌شود. این سنجش از سری سنجش‌های بتن تازه (در مقابل سنجش بتن سخت شده) می‌باشد. این آزمایش معمولاً با نام‌های مخروط بتن یا روانی اولیه بتن شناخته می‌شود.
آزمایش جداگانهٔ دیگری که آزمایش روانی بتن، یا «سنجش روانی اسلامپ» نام دارد، برای بتن‌های با روانی زیاد؛ که برای آن‌ها استفاده از سنجش استاندارد (غیرقابل اجرا) باشد وجود دارد، زیرا بتن هنگام برداشته شدن مخروط، شکل خود را حفظ نمی‌کند تا اندازه‌گیری شود.

## وسایل مورد نیاز
وسایل مورد نیاز جهت انجام آزمایش، یک سینی فلزی به ابعاد ۴۰×۴۰ یا ۵۰×۵۰ سانتی‌متر، یک مخروط فلزی به ارتفاع ۳۰ سانتی‌متر که قطر بالای آن ۱۰ سانتی‌متر و قطر پایین آن ۲۰ سانتی‌متر بوده و دارای دو دستگیره در دو طرف است، میله‌ای به طول تقریبی ۳۵ سانتی‌متر که در یک سر آن خط‌کشی به عرض ۵ سانتی‌متر قرار دارد، به‌طوری‌که پس از قرار گرفتن این میله در محل خود بر روی سینی، ارتفاع مابین سینی تا زیر خط‌کش ۳۰ سانتی‌متر یعنی برابر ارتفاع مخروط باشد، یک عدد میلگرد ساده به طول ۴۰ الی ۵۰ سانتی‌متر که برای متراکم کردن بتن داخل مخروط به کار می‌رود، و وسیله‌ای برای اندازه‌گیری طول.

## روش انجام آزمایش
انجام این آزمایش به این صورت است که ابتدا مخروط اسلامپ بر روی سینی مربوطه و در محل خود مستقر می‌شود. سپس با یک بیلچهٔ دستی اقدام به پرکردن مخروط می‌شود. این عمل در سه مرحله و هر مرحله با ۲۵ بار کوبش بتن (جهت فشرده‌سازی) انجام می‌شود. پس از اتمام سه مرحلهٔ فوق و پرشدن مخروط، با یک خط‌کش فلزی یا هر نوع وسیله ممکن، سطح بتن را صاف کرده تا با لبهٔ قاعده بالایی در یک تراز قرار گیرد. سپس مخروط را در عرض سه ثانیه بالا می‌آوریم. پس از برداشت مخروط بتن مقداری افت خواهد کرد، به وسیله خط‌کش این مقدار افت را اندازه می‌گیریم، عدد به دست آمده همان مقدار اسلامپ بتن است که معمولاً به سانتی‌متر بیان می‌شود.

## نگارخانه

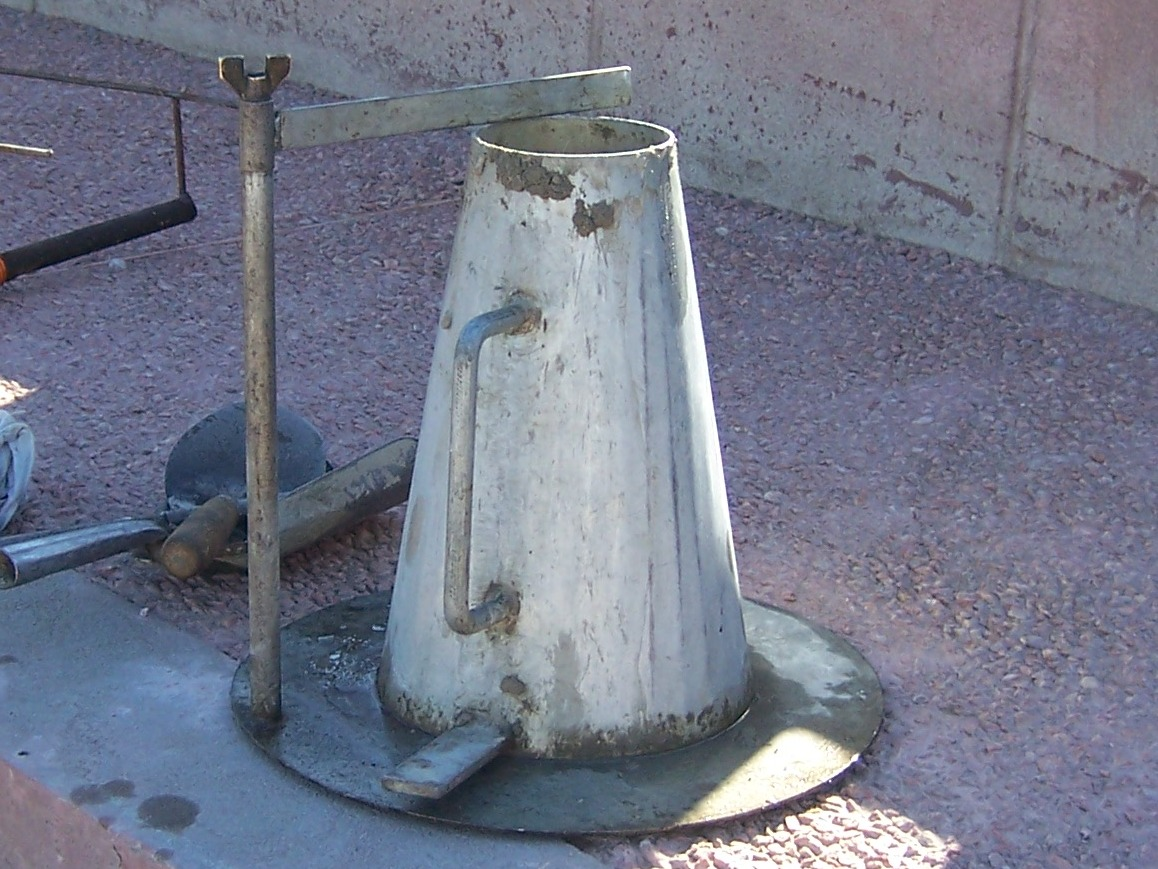
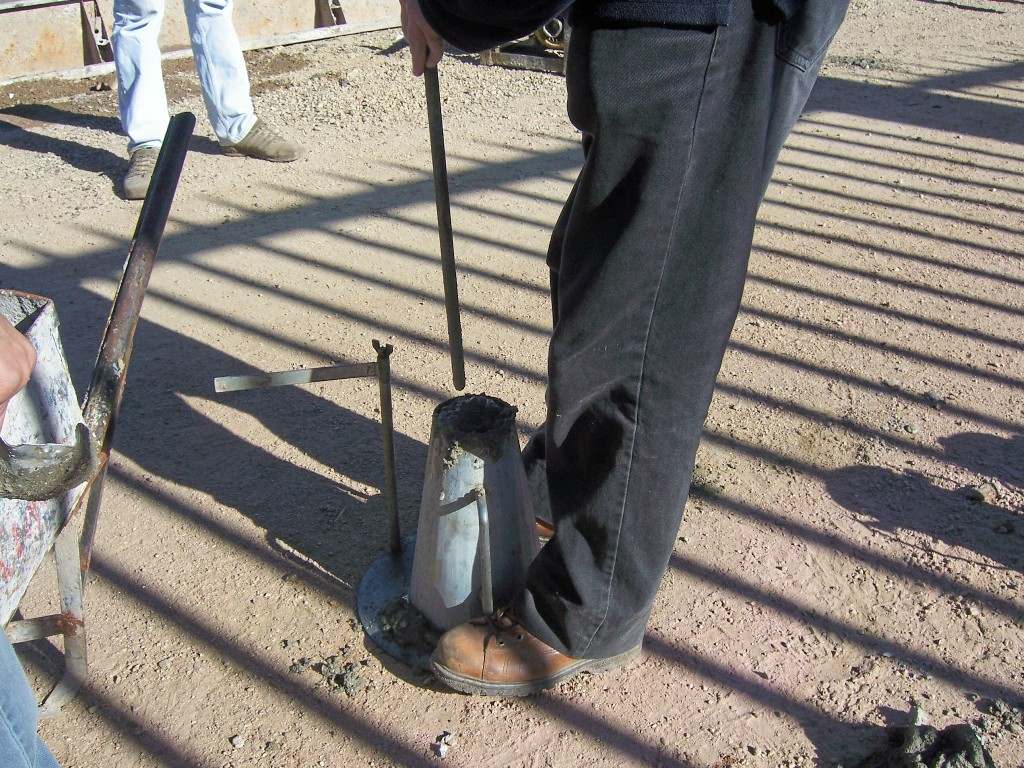
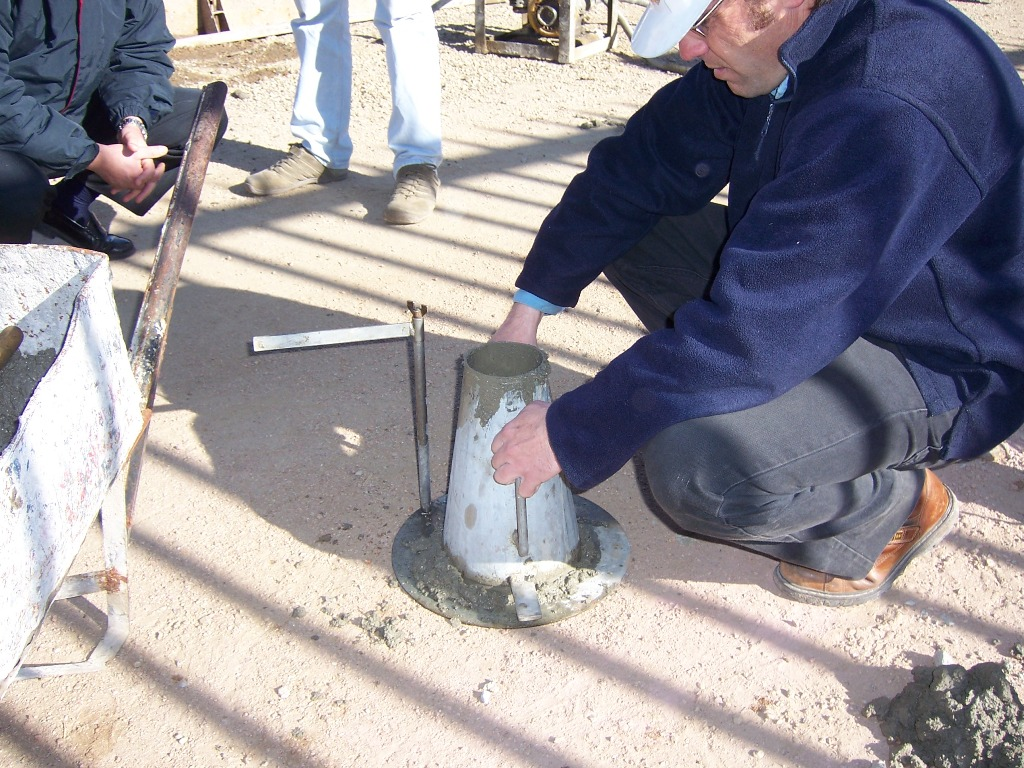